# Liste des conseillers régionaux de la métropole de Lyon
Les conseillers régionaux de la métropole de Lyon sont des conseillers qui sont élus dans le cadre des élections régionales pour siéger au conseil régional d'Auvergne-Rhône-Alpes. Jusqu'à sa création le 1er janvier 2015 par scission du département du Rhône, cette dernière collectivité territoriale élisait ses représentants sur le territoire couvrant l'actuelle métropole. Pour les mandatures précédentes, voir la liste des conseillers régionaux du Rhône.

## Mandature 2021-2028
La métropole de Lyon compte 29 conseillers régionaux au niveau du département sur les 204 élus du conseil régional d'Auvergne-Rhône-Alpes.
| Groupe politique                                              | Nom                     | Parti | Parti  |
| ------------------------------------------------------------- | ----------------------- | ----- | ------ |
| Les Républicains, Divers-Droite, Société Civile et apparentés | Philippe Meunier        |       | LR     |
| Les Républicains, Divers-Droite, Société Civile et apparentés | Catherine Laforet       |       | LR     |
| Les Républicains, Divers-Droite, Société Civile et apparentés | Sophie Blachère         |       | LR     |
| Les Républicains, Divers-Droite, Société Civile et apparentés | Jérémie Bréaud          |       | LR     |
| Les Républicains, Divers-Droite, Société Civile et apparentés | Corine Cisternino       |       | DVD    |
| Les Républicains, Divers-Droite, Société Civile et apparentés | Jérôme Moroge           |       | LR     |
| Les Républicains, Divers-Droite, Société Civile et apparentés | Véronique Deschamps     |       | LR     |
| Les Républicains, Divers-Droite, Société Civile et apparentés | Laurence Fautra         |       | LR     |
| Les Républicains, Divers-Droite, Société Civile et apparentés | Marie-Hélène Mathieu    |       | LR     |
| Les Républicains, Divers-Droite, Société Civile et apparentés | Xavier Odo              |       | LR     |
| Les Républicains, Divers-Droite, Société Civile et apparentés | Pierre Oliver           |       | LR     |
| Les Républicains, Divers-Droite, Société Civile et apparentés | Mickaël Paccaud         |       | LR     |
| Les Républicains, Divers-Droite, Société Civile et apparentés | Isabelle Ramet          |       | LR     |
| Les Républicains, Divers-Droite, Société Civile et apparentés | Julien Vuillemard       |       | LR     |
| Les Écologistes                                               | Pascale Bonniel-Chalier |       | EÉLV   |
| Les Écologistes                                               | Reynald Giacalone       |       | G·s    |
| Les Écologistes                                               | Axel Marin              |       | EÉLV   |
| Les Écologistes                                               | Bénédicte Pasiecznik    |       | EÉLV   |
| Les Écologistes                                               | Anaïs Widiez            |       | GÉ     |
| UDI, Centristes et Apparentés                                 | Christophe Geourjon     |       | UDI    |
| UDI, Centristes et Apparentés                                 | Romain Champel          |       | UDI    |
| UDI, Centristes et Apparentés                                 | Karine Lucas            |       | UDI    |
| UDI, Centristes et Apparentés                                 | Marylène Millet         |       | UDI-LC |
| Socialiste, Écologiste et Démocrate                           | Najat Vallaud-Belkacem  |       | PS     |
| Socialiste, Écologiste et Démocrate                           | Yann Crombecque         |       | PS     |
| Rassemblement National                                        | Andréa Kotarac          |       | PL     |
| Rassemblement National                                        | Michelle Morel          |       | RN     |
| Insoumis & Communistes                                        | Émilie Marche           |       | LFI    |
| PRG                                                           | Guillaume Lacroix       |       | PRG    |

## Mandature 2015-2021
La métropole de Lyon compte 30 conseillers régionaux au niveau du département sur les 204 élus du conseil régional d'Auvergne-Rhône-Alpes.
| Groupe politique                                          | Nom                           | Parti | Parti                   |
| --------------------------------------------------------- | ----------------------------- | ----- | ----------------------- |
| Les Républicains, divers droite et société civile         | Philippe Meunier              |       | LR                      |
| Les Républicains, divers droite et société civile         | Catherine Laforet             |       | LR                      |
| Les Républicains, divers droite et société civile         | Gilles Gascon                 |       | LR                      |
| Les Républicains, divers droite et société civile         | Alice de Malliard             |       | LR                      |
| Les Républicains, divers droite et société civile         | Nora Berra                    |       | LR                      |
| Les Républicains, divers droite et société civile         | Jérôme Moroge                 |       | LR                      |
| Les Républicains, divers droite et société civile         | Anne Lorne                    |       | LR                      |
| Les Républicains, divers droite et société civile         | Pierre Berat                  |       | LR                      |
| Les Républicains, divers droite et société civile         | Juliette Jarry                |       | DVD                     |
| Les Républicains, divers droite et société civile         | Florence Vernay-Carron        |       | DVD                     |
| Les Républicains, divers droite et société civile         | Alain Berlior-Curlet          |       | DVD                     |
| Union des démocrates et indépendants                      | Yves-Marie Uhlrich            |       | UDI                     |
| Union des démocrates et indépendants                      | Romain Champel                |       | UDI                     |
| Union des démocrates et indépendants                      | Karine Lucas                  |       | UDI                     |
| Centre et indépendants                                    | Anne Pellet                   |       | MoDem                   |
| Centre et indépendants                                    | François-Xavier Penicaud      |       | MoDem                   |
| Socialistes, démocrates, écologistes et apparentés        | Véronique Trillet-Lenoir      |       | DVG                     |
| Socialistes, démocrates, écologistes et apparentés        | Gwendal Peizerat              |       | DVG                     |
| Socialistes, démocrates, écologistes et apparentés        | Farida Boudaoud               |       | DVG                     |
| Socialistes, démocrates, écologistes et apparentés        | Jean-Jack Queyranne           |       | PS                      |
| Socialistes, démocrates, écologistes et apparentés        | Didier Vullierme              |       | PS                      |
| Socialistes, démocrates, écologistes et apparentés        | Anne-Sophie Condemine-Vuillot |       | UDE                     |
| Socialistes, démocrates, écologistes et apparentés        | Yann Crombecque (2019-2021)   |       | PS                      |
| L'humain d'abord, PCF - Front de gauche                   | Raphaël Debû                  |       | PCF                     |
| L'humain d'abord, PCF - Front de gauche, puis Non-inscrit | Andréa Kotarac (2015-2019)    |       | LFI (2015-2019) puis SE |
| Parti radical de gauche                                   | Ludivine Piantoni             |       | PRG                     |
| Rassemblement des citoyens, écologistes et solidaires     | Monique Cosson                |       | EÉLV                    |
| Front national                                            | Christophe Boudot             |       | FN                      |
| Front national                                            | Muriel Coativy                |       | FN                      |
| Front national                                            | Pierre Delacroix              |       | FN                      |
| Front national                                            | Sandrine Ligout               |       | FN                      |

### Élus membre de l'exécutif
- Juliette Jarry (DVD), 5e vice-présidente à l'économie de proximité, au commerce et au numérique ;
- Philippe Meunier (LR) : 9e vice-président à la sécurité, la chasse, la pêche et aux partenariats internationaux ;
- Florence Verney-Carron (DVD), 14e vice-présidente à la culture et au patrimoine.